# Coruja-de-crista
A coruja-de-crista, é uma espécie de ave estrigiforme pertencente à família Strigidae. É a única espécie do seu género.

## Subespécies
São reconhecidas três subespécies:
- Lophostrix cristata cristata (Daudin, 1800) - ocorre do Sul da Colômbia até o Norte da Bolívia; Sul da Venezuela; Guianas; e na Amazônia brasileira;
- Lophostrix cristata wedeli (Griscom, 1932) - ocorre no Leste do Panamá até o Nordeste da Colômbia e Noroeste da Venezuela;
- Lophostrix cristata stricklandi (P. L. Sclater & Salvin, 1859) - ocorre do Sul do México, no estado de Veracruz até o Oeste do Panamá e no Oeste da Colômbia.